# كأس الأمم الإفريقية تحت 23 سنة 2023
كأس الأمم الإفريقية تحت 23 سنة 2023 (بالإنجليزية:  2023 U-23 Africa Cup of Nations)‏ هي النسخة الرابعة من كأس الأمم الأفريقية تحت 23 سنة، وهي بطولة دولية لكرة القدم تُقام كل أربع سنوات مقيدة بحسب العمر ينظمها الاتحاد الإفريقي لكرة القدم (الكاف) للمنتخبات الوطنية تحت 23 سنة للرجال بأفريقيا. أُقيمت هذه البطولة في المغرب بين 24 يونيو و‌8 يوليو 2023.
مثل النسخ السابقة، البطولة هي بمثابة تصفيات أفريقية لبطولة كرة القدم الأولمبية، حيث ستتأهل المنتخبات الثلاثة الأولى في البطولة إلى كرة القدم في الألعاب الأولمبية الصيفية في باريس عام 2024، بينما سيلعب المنتخب صاحب المركز الرابع مباراة الملحق (الإفريقي - الآسيوي) من أجل التأهل.
تمكّن المنتخب المغربي من إحراز لقبِ هذه البطولة وذلك بعدما تفوّق في المباراة النهائيّة على نظيره المصري حامل اللقب النسخة الماضيّة بهدفينِ مقابل واحد بعد التمديد وذلك عقبَ التعادل الإيجابي بهدفٍ في كلّ شبكة خلال الوقت الأصلي.

## التصفيات
تأهل المغرب تلقائيا باعتباره مُستضيف البطولة، في حين تمَّ تحديد المتأهلين الإحدى عشر المتبقين من خلال جولات التصفيات.

### المُنتخبات المًتأهلة
| المُنتخب           | تاريخ التأهل | مرّات المُشاركة | آخر مُشاركة | أفضل مُشاركة          |
| ----------------- | ------------ | ------------- | ---------- | -------------------- |
| المغرب (المُستضيف) | 7 يوليو 2022 | 2             | 2011       | الوصافة (2011)       |
| مصر               | 26 مارس 2023 | 4             | 2019       | اللقب (2019)         |
| الكونغو           | 27 مارس 2023 | 1             | لا يوجد    | أول مرّة              |
| غانا              | 28 مارس 2023 | 2             | 2019       | المركز الرابع (2019) |
| الغابون           | 28 مارس 2023 | 2             | 2011       | اللقب (2011)         |
| غينيا             | 28 مارس 2023 | 1             | لا يوجد    | أول مرّة              |
| مالي              | 28 مارس 2023 | 3             | 2019       | دور المجموعات (2019) |
| النيجر            | 28 مارس 2023 | 1             | لا يوجد    | أول مرّة              |

## الملاعب
أُقيمَت المباريات في ملعبين هما: ملعب ابن بطوطة بطنجة و‌المجمع الرياضي الأمير مولاي عبد الله بالرباط.
| طنجة الرباطكأس الأمم الإفريقية تحت 23 سنة 2023 (المغرب) |                                      |
| طنجة                                                    | الرباط                               |
| ملعب ابن بطوطة                                          | المجمع الرياضي الأمير مولاي عبد الله |
| السعة: 65,000                                           | السعة: 53,000                        |
|                                                         |                                      |

## القرعة
جرت القرعة في 5 أيار/مايو 2023 على الساعة 17:00 بتوقيت وسط أوروبا (ت ع م+01:00) في أكاديمية محمد السادس لكرة القدم في سلا. قُسّمت المنتخبات الثمانية إلى مجموعتين من أربعة منتخبات، حيث تم تصنيف المغرب المضيف في المجموعة الأولى (المركز A1) وحاملة لقب النسخة السابقة مصر في المجموعة الثانية (المركز B1). وُضعَت الفرق الستة المتبقية في وعائين بناءً على نتائج نسخة البطولة السابقة.
| مُصنّفة                    | الوعاء 1      | الوعاء 2                             |
| ------------------------ | ------------- | ------------------------------------ |
| - المغرب (A1) - مصر (B1) | - غانا - مالي | - الكونغو - الغابون - غينيا - النيجر |

## دور المجموعات
كسر التعادل
صُنِّفَت المنتخبات وفقًا لعدد النقاط (3 نقاط للفوز، نقطة واحدة للتعادل، 0 نقطة للخسارة)، وفي حالة التعادل بالنقاط، تُطبَّقُ معايير كسر التعادل التالية بالترتيب المعطى لتحديد التصنيف (المادة 68 من اللوائح):
1. النقاط في المباريات وجهاً لوجه بين المنتخبات المتعادلة؛
2. فارق الأهداف في المباريات وجهاً لوجه بين المنتخبات المتعادلة؛
3. الأهداف المسجلة في المباريات المباشرة بين المنتخبات المتعادلة؛
4. فارق الأهداف في جميع مباريات المجموعة؛
5. الأهداف المسجلة في جميع مباريات المجموعة؛
6. سحب القرعة.

جميع الأوقات بالتوقيت المحلي (توقيت وسط أوروبا) (ت ع م+01:00).

### المجموعة 1
| م | الفريق     | لعب | ف | ت | خ | أ.له | أ.ع | أ.ف | نقاط | التأهل                    |
| - | ---------- | --- | - | - | - | ---- | --- | --- | ---- | ------------------------- |
| 1 | المغرب (H) | 3   | 3 | 0 | 0 | 8    | 2   | +6  | 9    | تقدّم إلى دور خروج المغلوب |
| 2 | غانا       | 3   | 1 | 1 | 1 | 5    | 8   | −3  | 4    | تقدّم إلى دور خروج المغلوب |
| 3 | الكونغو    | 3   | 0 | 0 | 3 | 3    | 7   | −4  | 0    |                           |
| 4 | غينيا      | 3   | 1 | 1 | 1 | 5    | 4   | +1  | 4    |                           |

| المغرب                                | 2–1   | غينيا        |
| ------------------------------------- | ----- | ------------ |
| - الزلزولي 68' (ركلة.)، 90+8' (ركلة.) | تقرير | - باه ‏ 45+2' |

| غانا                                  | 3–2   | الكونغو                       |
| ------------------------------------- | ----- | ----------------------------- |
| - نوواما 50' - يبواه 75'، 83' (ركلة.) | تقرير | - كوكولو 90+3' - نغاتسي 90+4' |

| الكونغو      | 1–3   | غينيا                                        |
| ------------ | ----- | -------------------------------------------- |
| - نغاتسي 40' | تقرير | - كامارا 10' - نديكيت 54' (ه.ذ.) - سوماح 84' |

| المغرب                                                        | 5–1   | غانا        |
| ------------------------------------------------------------- | ----- | ----------- |
| - ريتشاردسون 7' - صيباري 13' - بقراوي 30'، 53' - الزلزولي 48' | تقرير | - أدامس 43' |

| الكونغو | 0–1   | المغرب  |
| ------- | ----- | ------- |
|         | تقرير | - طه 7' |

| غينيا         | 1–1   | غانا        |
| ------------- | ----- | ----------- |
| - فوفانا ‏ 61' | تقرير | - يبواه 33' |

### المجموعة 2
| م | الفريق  | لعب | ف | ت | خ | أ.له | أ.ع | أ.ف | نقاط | التأهل                    |
| - | ------- | --- | - | - | - | ---- | --- | --- | ---- | ------------------------- |
| 1 | مصر     | 3   | 2 | 1 | 0 | 3    | 0   | +3  | 7    | تقدّم إلى دور خروج المغلوب |
| 2 | مالي    | 3   | 2 | 0 | 1 | 5    | 2   | +3  | 6    | تقدّم إلى دور خروج المغلوب |
| 3 | النيجر  | 3   | 1 | 1 | 1 | 1    | 2   | −1  | 4    |                           |
| 4 | الغابون | 3   | 0 | 0 | 3 | 1    | 6   | −5  | 0    |                           |

| مصر | 0–0   | النيجر |
| --- | ----- | ------ |
|     | تقرير |        |

| مالي                                                | 3–1   | الغابون              |
| --------------------------------------------------- | ----- | -------------------- |
| - سانغاري ‏ 20' (ركلة.) - دومبيا 41' - تامبورا 90+2' | تقرير | - إيسوجو ‏ 3' (ركلة.) |

| مصر        | 1–0   | مالي |
| ---------- | ----- | ---- |
| - عادل 10' | تقرير |      |

| الغابون | 0–1   | النيجر               |
| ------- | ----- | -------------------- |
|         | تقرير | - موموني 60' (ركلة.) |

| الغابون | 0–2   | مصر                             |
| ------- | ----- | ------------------------------- |
|         | تقرير | - صابر 82' - فيصل 90+2' (ركلة.) |

| النيجر | 0–2   | مالي                                |
| ------ | ----- | ----------------------------------- |
|        | تقرير | - سانغاري ‏ 49' (ركلة.) - دومبيا 90' |

## خروج المغلوب

### المسار
|  | نصف النهائي      | نصف النهائي |                      |   | النهائي | النهائي |
|  |                  |             |                      |   |         |         |
|  | 4 يوليو – الرباط |             |                      |   |         |         |
|  |                  |             |                      |   |         |         |
|  | المغرب (ج.)      | 2 (4)       |                      |   |         |         |
|  | المغرب (ج.)      | 2 (4)       | 8 يوليو – الرباط     |   |         |         |
|  | مالي             | 2 (3)       |                      |   |         |         |
|  | مالي             | 2 (3)       | المغرب               | 2 |         |         |
|  | 4 يوليو – طنجة   |             | المغرب               | 2 |         |         |
|  |                  | مصر         | 1                    |   |         |         |
|  | مصر              | مصر         | 1                    | 1 |         |         |
|  | مصر              |             |                      | 1 |         |         |
|  | غينيا            | 0           |                      |   |         |         |
|  | غينيا            | 0           | مباراة المركز الثالث |   |         |         |
|  |                  |             |                      |   |         |         |
|  | 7 يوليو – طنجة   |             |                      |   |         |         |
|  |                  |             |                      |   |         |         |
|  | مالي             | 1           |                      |   |         |         |
|  | مالي             | 1           |                      |   |         |         |
|  | غينيا            | 0           |                      |   |         |         |

### نصف النهائي
يتأهل الفائزان إلى كرة القدم في الألعاب الأولمبية الصيفية 2024.
| المغرب                             | 2–2 (ب.و.إ.) | مالي                                          |
| ---------------------------------- | ------------ | --------------------------------------------- |
| - الواحدي 14' - الوزاني 111'       | تقرير        | - ديامبو 66' - مايغا 116'                     |
| ركلات الترجيح                      |              |                                               |
| - ترغلين - الوزاني - طه - الزلزولي | 4–3          | - تراوري - ديامبو - ديالو - م. باه - ديوماندي |

| مصر        | 1–0   | غينيا |
| ---------- | ----- | ----- |
| - شحاتة 8' | تقرير |       |

### مباراة المركز الثالث
تأهل الفائز إلى كرة القدم في الألعاب الأولمبية الصيفية 2024، وسيلعب الخاسر في مباراة الملحق الإفريقي-الآسيوي.
| مالي                                      | 0–0   | غينيا                                          |
| ----------------------------------------- | ----- | ---------------------------------------------- |
|                                           | تقرير |                                                |
| ركلات الترجيح                             |       |                                                |
| - مايغا - ديامبو - دبالو - ديوماندي - باه | 4–3   | - ف. كمارا - أ. كمارا - لمين - ع. كمارا - سيسي |

### النهائي
| المغرب                       | 2–1 (ب.و.إ.) | مصر        |
| ---------------------------- | ------------ | ---------- |
| - بقراوي 37' - ترغلين 105+3' | تقرير        | - صابر 10' |

## البطل
| كأس الأمم الإفريقية تحت 23 سنة 2023 |
| ----------------------------------- |
| · المغرب · للمرة الأولى             |

## الترتيب العام
وفقًا للعرف الإحصائي في كرة القدم، يتم احتساب المباريات التي يتم تحديدها في الوقت الإضافي على أنها انتصارات وخسائر، بينما يتم احتساب المباريات التي يتم تحديدها بركلات الترجيح على أنها تعادلات
| م      | الفريق     | لعب | ف | ت | خ | أ.له | أ.ع | أ.ف | نقاط | النتيجة النهائية       |
| ------ | ---------- | --- | - | - | - | ---- | --- | --- | ---- | ---------------------- |
| الأول  | المغرب (H) | 5   | 4 | 1 | 0 | 12   | 5   | +7  | 13   | البطل                  |
| الثاني | مصر        | 5   | 3 | 1 | 1 | 5    | 2   | +3  | 10   | الوصيف                 |
| الثالث | مالي       | 5   | 2 | 2 | 1 | 7    | 4   | +3  | 8    | المركز الثالث          |
| 4      | غينيا      | 5   | 1 | 2 | 2 | 5    | 5   | 0   | 5    | المركز الرابع          |
|        |            |     |   |   |   |      |     |     |      |                        |
| 5      | النيجر     | 3   | 1 | 1 | 1 | 1    | 2   | −1  | 4    | أُقصيت في دور المجموعات |
| 6      | غانا       | 3   | 1 | 1 | 1 | 5    | 8   | −3  | 4    | أُقصيت في دور المجموعات |
| 7      | الكونغو    | 3   | 0 | 0 | 3 | 3    | 7   | −4  | 0    | أُقصيت في دور المجموعات |
| 8      | الغابون    | 3   | 0 | 0 | 3 | 1    | 6   | −5  | 0    | أُقصيت في دور المجموعات |

## الجوائز
تم تسليم الجوائز التالية في ختام هذه النسخة من البطولة:
| الهدّاف                                        | أفضل لاعب    | أفضل حارس | جائزة اللعب النظيف |
| --------------------------------------------- | ------------ | --------- | ------------------ |
| عبد الصمد الزلزولي (3 أهداف، 3 تمريرات حاسمة) | إبراهيم عادل | حمزة علاء | غينيا              |

### فريق البطولة
تم الإعلان عن فريق البطولة من قبل الكاف بعد المباراة النهائية.
| حارس المرمى | الدفاع                                                     | وسط الميدان                              | الهجوم                                     |
| ----------- | ---------------------------------------------------------- | ---------------------------------------- | ------------------------------------------ |
| حمزة علاء   | إبراهيما سيسيه فودي دوكوري ‏ حسام عبد المجيد زكرياء الواحدي | مامادو سانغاري ‏ عمار حمدي إسماعيل صيباري | إبراهيم عادل أسامة فيصل عبد الصمد الزلزولي |

## الهدّافون
عدد الأهداف المُسجلة  39 هدفًا  في 16 مباراة، بمتوسط 2.44 هدفًا في المباراة الواحدة.
3 أهداف
- عبد الصمد الزلزولي
- إيمانويل يبواه
- يانيس بقراوي

هدفان
- يان نغاتسي
- محمود صابر
- شيكنا دومبيا
- مامادو سانغاري  [لغات أخرى]‏

هدف
- ريتش كوكولو
- إبراهيم عادل
- أسامة فيصل
- محمد شحاتة
- إيمانويل إيسوجو  [لغات أخرى]‏
- سليم أدامس
- إرنست نوواما
- ألغاسيمي باه  [لغات أخرى]‏
- أغويبو كامارا
- إيراهيما بريزي فوفانا  [لغات أخرى]‏
- ساليفو سوماح
- الحسن تامبورا
- مامادي ديامبو
- إيسوفي مايغا
- أمير ريتشاردسون
- إسماعيل صيباري
- يونس طه
- زكرياء الواحدي
- أمين الوزاني
- أسامة ترغلين
- عبدول موموني

هدف ذاتي
- جيوردي نديكيت (ضد غينيا)

## المُنتخبات المُتأهلة لدورة الألعاب الأولمبية الصيفية
تأهلت المُنتخبات الثلاثة التالية من أفريقيا لكرة القدم في الألعاب الأولمبية الصيفية 2024.
| المُنتخب | تاريخ التأهل | مُشاركات سابقة في الألعاب الأولمبية الصيفية                                  |
| ------- | ------------ | --------------------------------------------------------------------------- |
| مصر     | 4 يوليو 2023 | 12 (1920، 1924، 1928، 1936، 1948، 1952، 1960، 1964، 1984، 1992، 2012، 2020) |
| المغرب  | 4 يوليو 2023 | 7 (1964، 1972، 1984، 1992، 2000، 2004، 2012)                                |
| مالي    | 7 يوليو 2023 | 1 (2004)                                                                    |

## روابط خارجية
- Total U-23 Africa Cup of Nations, CAFonline.com